# Pyrausta percludalis
Pyrausta percludalis là một loài bướm đêm trong họ Crambidae.